# راسيل هندري
راسيل هندري (2 مارس 1939 في نيوزيلندا - ) (بالإنجليزية: Russell Hendry)‏ هو لاعب كريكت نيوزلندي.

## وصلات خارجية
- راسيل هندري على موقع إي آس بي آن كريك إنفو (الإنجليزية)